# حؤول الغدة اللعابية الناخر
حؤول الغدة اللعابية الناخر أو الحؤول الغدي اللعابي النخري (بالإنجليزية: Necrotizing sialometaplasia)‏، هُوَ آفَةُ تَقَرُّحِيَّةُ فَمَوِيَّةُ حَمِيدَةُ، تَقَعُ عَادَةٌ فِي الْجُزْءِ الْخَلْفِيِّ مِنَ الْحَنَكِ الصّلْبِ. يُعْتَقَدُ أَنَّهُ نَاتِجٌ عَنْ نُخُرِ نَقْصِ التَّرَوِّيَةِ (مَوْتَ الأنسجة بِسَبَبِ نَقْصِ إِمْدَادَاتِ الدَّمِ) مِنَ  الغدد اللعابية الصغيرة اِسْتِجَابَةً لِلصَّدْمَةِ. غَالِبًا مَا تَكُونُ الْحَالَةُ غَيْرَ مُؤْلِمَةٍ وَذَاتِيَّةِ الشِّفَاءِ وَيَجِبُ أَنْ تَلْتَئِمَ فِي غُضُونِ 6- 10 أَسَابِيعَ.
عَلَى الرَّغْمِ مَنْ أَنَّهُ حَمِيدَ تَمَامًا وَلَا يَتَطَلَّبْ عِلَاَجًا، نَظَرًا لِمَظْهَرِهِ الْمُمَاثِلِ لِسَرَطَانِ الْفَمِ، إِلَّا أَنَّهُ يُتْمُ تَشْخِيصِهِ خَطَأٌ فِي بَعْضِ الْأَحْيَانِ عَلَى أَنَّهُ خَبِيثُ.لِذَلِكَ فَهُوَ يَعْتَبِرُ شَرْطًا مَهْمَا بِالرَّغْمِ مِنْ نَدْرَتِهِ.

## العلامات والأعراض
تَقَعُ الْحَالَةَ الْأَكْثَرَ شُيُوعًا عِنْدَ تَقَاطُعِ الْحَنَكِ الصّلْبِ وَالْحَنَكُ الرِّخْوُ. وَمَعَ ذَلِكَ، قَدْ تُنْشَأُ الْحَالَةُ فِي أَيِّ مَكَانِ تَوَجُّدٍ فِيهِ الْغُدَدَ اللُّعَابِيَّةَ الثَّانَوِيَّةَ. كَمَا تَمَّ الْإِبْلَاَغُ عَنْهُ أحيانًا لِإِشْرَاكِ الْغُدَدِ اللُّعَابِيَّةِ الرَّئِيسِيَّةِ. قَدْ يَكُونُ مَوْجُودًا عَلَى جَانِبِ وَاحِدِ فَقَطْ أَوْ كِلَا الْجَانِبَيْنِ. يَبْلُغُ قَطَرُ الْآفَةِ عَادَةَ 1- 4 سَمٍّ.
فِي الْبِدَايَةِ، تَكُونُ الْآفَةُ عَبَّارَةَ عَنْ تَوَرُّمِ حَمَامِيِّ مُؤْلِمِ (أَحَمَّرَ). فِي وَقْتِ لَاحِقٍ، فِي مَرْحَلَةِ التَّقَرُّحِ، يَنْكَسِرُ الْغِشَاءُ الْمُخَاطِيُّ الْمَغَطِيُّ لِتَتِرُكَ قَرِحَةُ عَمِيقَةُ وَمَحْدُودَةُ جِيدًا وَلَوْنَهَا أَصِفْرَ رَمَادِي وَلَهَا قَاعِدَةُ مُفَصَّصَةٍ.
عَادَةٌ مَا يَكُونُ هُنَاكَ أَلَمْ بَسيطَ فَقَطْ، وَغَالِبًا مَا تَكُونُ الْحَالَةُ غَيْرَ مُؤْلِمَةٍ تَمَامًا. قَدْ تَكُونُ هُنَاكَ أَعْرَاضِ بَادِرِيَّةِ تَشَبُّهِ أَعْرَاضِ الأنفلونزا قَبْلَ ظُهورِ الْآفَةِ.

## الأسباب
السَّبَبُ الدَّقيقُ لِلْحَالَةِ غَيْرَ مَعْرُوفٍ. هُنَاكَ مُعْظَمِ الْأَدِلَّةِ الَّتِي تُدَعِّمُ احتشاء الْأَوْعِيَةَ الدَّمَوِيَّةَ وَالنَّخِرَ الْإِقْفَارِيَّ لِفَصِيصَاتِ الْغُدَدِ اللُّعَابِيَّةِ كَآلِيَّةٍ لِلْحَالَةِ. مِنَ النَّاحِيَةِ التَّجْرِيبِيَّةِ، تَمَّ الْإِبْلَاَغُ عَنْ أَنَّ حَقْنَ التَّخْدِيرِ الْمُوضِعِيِّ وَرَبْطِ الشَّرَايِينِ تُؤَدِّي إِلَى حُدوثِ تَغَيُّرَاتٍ فِي الأنسجة مُمَاثِلَةً لِتِلْكَ الْمَوْجُودَةِ فِي فِئْرَانِ التَّجَارِبِ. يَتِمُّ سَرْدُ الْعَوَامِلِ الَّتِي يُعْتَقَدُ أَنَّهَا تَسَبُّبُ هَذَا الْإِقْفَارِ أَدْنَاِهِ، وَلَكِنَّ فِي بَعْضِ الْأَحْيَانِ لَا يُوجَدُ عَامِلُ مُؤهب وَاضِحٌ أَوْ حَدَثُ بَدْءٍ.
- صَدْمَةٌ[5] عَلَى سَبِيلِ الْمِثَالِ أَثْنَاءَ التنبيب،[7] أَوِ الْإِجْرَاءَات الْجِرَاحِيَّةُ[7]
- حَقْنُ مُخَدِّر مَوْضِعِي[5]
- التَّدْخِين[5]
- كُحُول[7]
- السُّكَّرِيّ[5]
- مَرَضُ وِعَائِيُّ[5] تَصَلُّبُ شَرْيانِيُّ[6]
- ضَغْطٌ مِنْ طَرَفِ بَدِيلِ لِلْأسْنَانِ[5]
- حَسَاسِيَّة[6]
- نُهَامُ عَصَبِي[3]
- عَدْوَى[7]
- إِشْعَاعُ مؤين[7]

## التشخيص
سَيَعْتَمِدُ التَّمَايُزُ بَيْنَ هَذَا وَسَرَطَانُ الْخَلَاَيَا الْحَرْشَفِيَّةِ عَلَى تَارِيخِ الصَّدْمَةِ الْحَديثَةِ أَوْ عِلَاَجُ الْأسْنَانِ فِي الْمِنْطَقَةِ.
قَدْ تُسَاعِدُ الْكِيمْيَاءُ النَسِيجِيَّةُ المَنَاعِيَةٍ فِي التَّشْخِيصِ. إِذَا كَانَتِ الْآفَةُ مِنْ نِظَامُ الْأَعْصَابِ، فَسَيَكُونُ هُنَاكَ نَشَاطِ مَنَاعِيِّ بُؤْرِيِّ لِغِيَابِ بي53، وَنَشَاطَ مَنَاعِيَّ مُنْخَفِضَ لِبرُوتِينِ MIB1 (كي-67)، وَوُجُودَ برُوتِينُ الْوَرَمِ وَخَلَاَيَا ظِهَارِيَّةَ إِيجَابِيَّةَ كَالْْبَوْنَيْنِ.

## العلاج
لَا حَاجَةٌ لِعَمَلِيَّةٍ جِرَاحِيَّةٍ.

## علم الأوبئة
الْحَالَةُ نَادِرَةٌ. يَتَرَاوَحُ الْعُمُرُ النَّمُوذَجِيُّ لِلْأَشْخَاصِ الْمُصَابِينَ بِهَذِهِ الْحَالَةِ بَيْنَ 23 وَ 66 عَامًا. يَحْدُثُ عَادَةُ عِنْدَ الْمُدَخِّنَيْنِ. تَمَّ الْإِبْلَاَغُ عَنْ نِسْبَةِ الذُّكورِ إِلَى الْإِنَاثِ عَلَى أَنَّهَا 1.95:1، وَ 2.31:1.

## التاريخ
تَمَّ الْإِبْلَاَغُ عَنْ نِظَامِ الْأَعْصَابِ لِأُولِ مَرَّةً بَوَاسِطَةِ أَبِرَامِزِ وآخرون. فِي عَامِ 1973.

## ملاحظة
1. ↑  Minor salivary glands are found in most أنسجة الفم والأسنان surfaces in the mouth, apart from the front third of the hard palate, the front third of the قائمة مصطلحات تشريح المواضع surface of the tongue, and the لثة. (see Hupp et al. 2013, p.395)